# Kluyveromyces
Kluyveromyces é um género de levedura da família Saccharomycetaceae. Algumas das espécies, como K. marxianus, são teleomorfos de espécies de Candida.
O nome do gênero Kluyveromyces é em homenagem a Albert Jan Kluyver (1888-1956), que foi um microbiologista e bioquímico holandês.
O gênero foi circunscrito por Johannes P. Van der Walt em Antonie van Leeuwenhoek vol.22 nas páginas 268-271 em 1956.